# Move Over
Move Over – promocyjny singel Spice Girls, reklamujący napój Pepsi, wydany w kolekcji „Pepsi Music”. Utwór został nagrany podczas wykonywania na żywo i znany jest też jako „Generation Next”. Singel, wydany przed powszechnie znanym „Spice Up Your Life” nie został wydany w USA. Piosenka promowała drugi album studyjny Spicetek Spiceworld (1997).
„Move Over”, jako jeden z bardziej znanyn utworów słynnego girlsbandu, został umieszczony w kompilacji „Greatest Hits z 2007 roku. Reklamował również napój „Pepsi” i został wykonany na koncercie w Stambule, który sponsorował m.in. Pepsi. Był też zaprezentowany na Spiceworld Tour. Nie został on jednak wykonany na trasie promującej powrót zespołu. Zamiast niego Spicetki wykonały utwór „The Lady Is A Vamp”.